# Calisota
| |  |  |
| La carte sur la gauche indique l'emplacement de Duckburg ["Donaldville"] dans le Calisota [en français]. La carte du Calisota ressemble à une carte de la Californie du Nord (à droite), avec Duckburg correspondant à une zone côtière dans Humboldt County près de la ville de Eureka, située sur la Baie de Humboldt |  |  |

Le Calisota est un État fictif des États-Unis, inventé par le dessinateur Carl Barks pour y placer la ville de Donaldville (Duckburg en anglais) où vivent ses héros (Donald Duck, Balthazar Picsou).
Le Calisota serait situé entre la Californie et l’Oregon, et baigné par l’océan Pacifique. Il serait constitué du Nord de la Californie actuelle, et a connu la même histoire au cours du XIXe siècle.
Le nom de cet État est un mot-valise formé par fusion des noms de la Californie et du Minnesota. Carl Barks aurait fait ce jeu de mots afin de donner à cet État un climat varié allant de l’été ensoleillé du premier à l'hiver rigoureux du second. Le nom évoque aussi la ville californienne de Calistoga, dans le comté de Napa, qui comme Donaldville pour Carl Barks, est située au nord de San Francisco.
Il est fait peu de mention du Calisota dans les histoires de ses canards de la Walt Disney Company. Cependant, Barks a inclus une fois une carte dans une aventure de Donald, et Don Rosa a fait de même dans le dixième épisode de la Jeunesse de Picsou.
Sa capitale est Donaldville. Il comporte également les villes de Mickeyville, Zoieville, Bourg-les-Canards.
L’État est fortement présent dans l’économie du monde de Disney en raison de la présence des riches canards de Donaldville (Picsou, Flairsou mais non Gripsou, ce dernier vivant en Afrique du Sud) mais aussi dans l’astronautique, plusieurs histoires de conquêtes spatiales prenant pour départ cette dernière cité.